# Graffilla parasitica
Graffilla parasitica är en plattmaskart. Graffilla parasitica ingår i släktet Graffilla och familjen Graffillidae. Inga underarter finns listade i Catalogue of Life.